# César-díjak 1992
A 17. Césarok éjszakáját 1992. február 22-én tartották meg a párizsi Kongresszusi Palotában, Michèle Morgan elnökletével.
A legsikeresebb alkotás lett, s a tizenegy jelölésből hét Césart nyert el, Alain Corneau Minden áldott reggel  című filmje, köztük a legjobb film, a legjobb rendező és a legjobb operatőr díjakat. Jól szerepelt még – négy díjat kapott – Marc Caro és Jean-Pierre Jeunet filmdrámája, a Delicatessen, ugyanakkor nagy csalódással fogadta Maurice Pialat rendező és stábja, hogy a Vincent van Gogh életét feldolgozó filmjük a 12 jelölésből csupán egyetlen díjat kapott meg; azt a főszereplő Jacques Dutronc vehette át. A legjobb külföldi film kategóriában a belga Jaco van Dormael Toto, a hős című alkotása olyan filmeket utasított maga mögé, mint Woody Allen Alice-e, a Farkasokkal táncoló, vagy A bárányok hallgatnak.
Tiszteletbeli Césart vehetett át az elnöklő Michèle Morgan, Sylvester Stallone és a díj névadója, a szobrocska alkotója, César. A rendezvény alkalmat adott arra, hogy tisztelegjenek a közelmúltban elhunyt Yves Montand és a már húsz éve eltávozott Pierre Brasseur színészek emléke előtt.

## Díjazottak
| Díjak                                      | Díjazottak és jelöltek |
| ------------------------------------------ | --- |
| legjobb film                               | - Minden áldott reggel (Tous les matins du monde), rendezte: Alain Corneau - Kösz, megvagyok (Merci la vie), rendezte: Bertrand Blier - A szép bajkeverő (La belle noiseuse), rendezte: Jacques Rivette - Van Gogh, rendezte: Maurice Pialat |
| legjobb rendező                            | - Alain Corneau – Minden áldott reggel (Tous les matins du monde) - André Téchiné – J'embrasse pas - Jacques Rivette – A szép bajkeverő (La belle noiseuse) - Bertrand Blier – Kösz, megvagyok (Merci la vie) - Maurice Pialat – Van Gogh |
| legjobb színésznő                          | - Jeanne Moreau – Az öregasszony, aki a tengerbe ment (La vieille qui marchait dans la mer) - Emmanuelle Béart – A szép bajkeverő (La belle noiseuse) - Juliette Binoche – A Pont-Neuf szerelmesei (Les amants du Pont-Neuf) - Anouk Grinberg – Kösz, megvagyok (Merci la vie) - Irène Jacob – Veronika kettős élete (La double vie de Véronique)            |
| legjobb színész                            | - Jacques Dutronc – Van Gogh - Hippolyte Girardot – Életen kívül (Hors la vie) - Gérard Jugnot – Napjaink félelme (Une époque formidable) - Jean-Pierre Marielle – Minden áldott reggel (Tous les matins du monde) - Michel Piccoli – A szép bajkeverő (La belle noiseuse)                                                                                   |
| legjobb mellékszereplő színésznő           | - Anne Brochet – Mindenáldott reggel (Tous les matins du monde) - Hélène Vincent – J'embrasse pas - Jane Birkin – A szép bajkeverő (La belle noiseuse) - Catherine Jacob – Kösz, megvagyok (Merci la vie) - Valérie Lemercier – Marhakonzerv-akció (L'opération Corned-Beef)                                                                                 |
| legjobb mellékszereplő színész             | - Jean Carmet – Kösz, megvagyok (Merci la vie) - Jean-Claude Dreyfus – Delicatessen - Ticky Holgado – Napjaink félelme (Une époque formidable) - Bernard Le Coq – Van Gogh - Gérard Séty – Van Gogh |
| legígéretesebb fiatal színésznő            | - Géraldine Pailhas – La neige et le feu - Marie-Laure Dougnac – Delicatessen - Marie Gillain – Hanta-palinta (Mon père, ce héros) - Alexandra London – Van Gogh - Elsa Zylberstein – Van Gogh |
| legígéretesebb fiatal színész              | - Manuel Blanc – J'embrasse pas - Guillaume Depardieu – Minden áldott reggel (Tous les matins du monde) - Laurent Grévill – L'année de l'éveil - Thomas Langmann – Párizs ébred (Paris s'éveille) - Chick Ortega – Napjaink félelme (Une époque formidable)                                                                                                  |
| legjobb operatőr                           | - Yves Angelo – Minden áldott reggel (Tous les matins du monde) - Gilles Henry és Emmanuel Machuel – Van Gogh - Darius Khondji – Delicatessen |
| legjobb vágás                              | - Hervé Schneid – Delicatessen - Claudine Merlin – Kösz, megvagyok (Merci la vie) - Marie-Josèphe Yoyotte – Minden áldott reggel (Tous les matins du monde) |
| legjobb eredeti vagy adaptált forgatókönyv | - Jean-Pierre Jeunet, Marc Caro és Gilles Adrien – Delicatessen - Bertrand Blier – Kösz, megvagyok (Merci la vie) - Alain Corneau és Pascal Quignard – Minden áldott reggel (Tous les matins du monde) - Maurice Pialat – Van Gogh |
| legjobb filmzene                           | - Jordi Savall – Minden áldott reggel (Tous les matins du monde) - Carlos D'Alessio – Delicatessen - Jean-Claude Petit – Mayrig - Zbigniew Preisner – Veronika kettős élete (La double vie de Véronique) |
| legjobb hang                               | - Gérard Lamps, Pierre Gamet és Anne Le Campion – Minden áldott reggel (Tous les matins du monde) - Vincent Arnardi, Jérôme Thiault – Delicatessen - Jean-Pierre Duret, François Groult – Van Gogh |
| legjobb díszlet                            | - Jean-Philippe Carp – Delicatessen - Philippe Pallut és Katia Wyszkop – Van Gogh - Michel Vandestien – A Pont-Neuf szerelmesei (Les amants du Pont-Neuf) |
| legjobb jelmez                             | - Corinne Jorry – Minden áldott reggel (Tous les matins du monde) - Édith Vespérini – Van Gogh - Valérie Pozzo di Borgo – Delicatessen |
| legjobb elsőmű                             | - Delicatessen, rendezte: Marc Caro és Jean-Pierre Jeunet - Les Arcandiers, rendezte: Manuel Sanchez - L'autre, rendezte: Bernard Giraudeau - Hullámtörés (Fortune express), rendezte: Olivier Schatzky - Lune froide, rendezte: Patrick Bouchitey |
| legjobb rövidfilm                          | - 25 décembre 58, 10h36, rendezte: Diane Bertrand - Haut pays des neiges, rendezte: Bernard Palacios - Herman Heinzel, ornithologue, rendezte: Jacques Mitsch - La saga des Glaises, rendezte: David Ferre, Olivier Thery Lapiney |
| legjobb külföldi film                      | - Toto, a hős (Toto le héros), rendezte: Jaco van Dormael ( BEL, FRA, GER) - Alice, rendezte: Woody Allen ( USA) - Farkasokkal táncoló (Dances With Wolves), rendezte: Kevin Costner ( USA, UK) - A bárányok hallgatnak (The Silence of the Lambs), rendezte: Jonathan Demme ( USA) - Thelma és Louise (Thelma & Louise), rendezte: Ridley Scott ( USA, FRA) |
| tiszteletbeli César                        | - César - Michèle Morgan - Sylvester Stallone |

## Többszörös jelölések és elismerések
A statisztikában a különdíjak nem lettek figyelembe véve.
| Jelölés | Díj | Magyar cím              | Eredeti cím                |
| ------- | --- | ----------------------- | -------------------------- |
| 12      | 1   | Van Gogh                | Van Gogh                   |
| 11      | 7   | Minden áldott reggel    | Tous les matins du monde   |
| 10      | 4   | Delicatessen            | Delicatessen               |
| 7       | 1   | Kösz, megvagyok         | Merci la vie               |
| 5       | 0   | A szép bajkeverő        | La belle noiseuse          |
| 3       | 1   | –––                     | J'embrasse pas             |
| 3       | 0   | Napjaink félelme        | Une époque formidable      |
| 2       | 0   | A Pont-Neuf szerelmesei | Les amants du Pont-Neuf    |
| 2       | 0   | Veronika kettős élete   | La double vie de Véronique |